# دانکا کووینیچ
 دانکا کووینیچ (انگلیسی: Danka Kovinić؛ زادهٔ ۱۸٫ نوامبر ۱۹۹۴) یک تنیس‌باز اهل مونته‌نگرو است.